# Myrmotherula minor
Myrmotherula minor là một loài chim trong họ Thamnophilidae.